# Wolfgang Ebner
Wolfgang Ebner (* 1612 in Augsburg; † 12. Februar 1665 in Wien) war ein deutscher Organist, Kapellmeister und Komponist.

## Leben
Ab 1634 war er Organist am Stephansdom in Wien und spielte ab 1637 dieses Instrument auch in der Wiener Hofmusikkapelle. Dort erhielt er im Jahre 1663 auch die Kapellmeisterstelle. Sein Zwillingsbruder Markus (1612–1681) wirkte ebenfalls in Wien und war dort von 1655 bis 1680 Organist der Hofkapelle.
Wolfgang Ebner schuf unter anderem Variationen für Cembalo (Aria augustissimi ac invictissimi Imperatoris Ferdinandi III: XXXVI modis variata, ac pro cimbalo accomodata, Prag, 1648) sowie Tänze, Ballettmusiken und eine Motette.
Ebner gilt zusammen mit J. J. Froberger als der Begründer der Wiener Pianistenschule.